# .30-30 Winchester

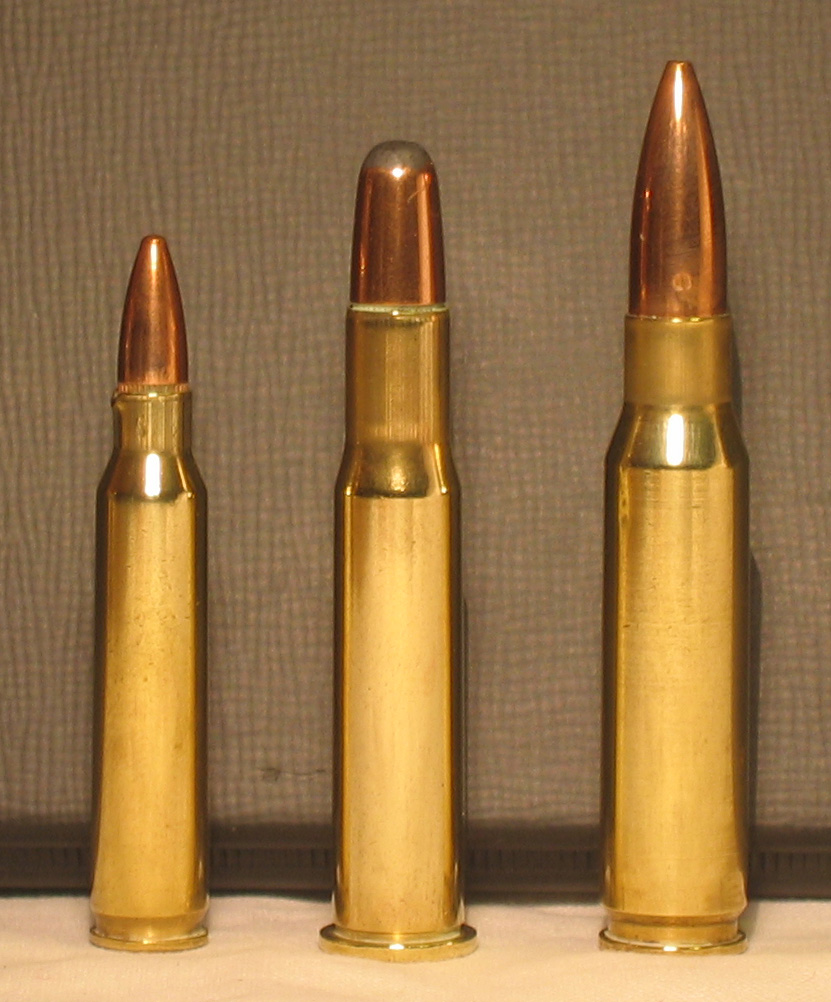
.30-30 patroon tussen .223 Remington (links) en .308 Winchester (rechts)

De .30-30 patroon werd voor het eerst op de markt gebracht in 1895 voor het geweer met hefboomsysteem "lever-action" Winchester Model 1894. De .30-30 was Amerika's eerste klein kaliber sportpatroon ontwikkeld voor rookvrij kruit.

## Benaming
Hoewel de originele naam .30 Winchester Centerfire /.30 WCF was, werd de -30 toevoeging erbij geplaatst door Marlin, aangezien zij liever niet de naam van hun grootste concurrent op hun producten plaatsten. De -30 toevoeging staat voor de 30 grains lading met vroeg rookvrij kruit. Na verloop van tijd werd de benaming van Marlin de standaard, maar .30 WCF is nog steeds correct.

## Eigenschappen en gebruik
De .30-30 wordt door velen beschouwd als een instapklasse jachtkaliber, vooral in de Verenigde Staten. Het efficiënte gebruik is echter beperkt tot ongeveer 200 m. Omdat het dergelijk courant en traditioneel kaliber is, wordt over gelijkaardige patronen gezegd dat ze van ".30-30"-klasse zijn. .30-30 patronen zijn meestal geladen met 150 tot 170 grain projectielen, maar lichtere ladingen zijn ook mogelijk.
Een van de factoren waarom deze patroon zo bekend is, en zoveel gebruikt wordt, is de niet zo zware terugslag.
Omdat het merendeel van de wapens voor  patronen .30-30 hefboomsysteem-geweren zijn met buismagazijnen, worden de meeste .30-30 patronen met ronde of platneusprojectielen geladen. Dit om te vermijden dat een spits projectiel (zoals de meeste militaire patronen) het slaghoedje van de volgende patroon doet afgaan in het buismagazijn door de terugslag.